# Nimr (obrněný transportér)
Nimr je rodina terénních vojenských obrněných transportérů vyráběná emirátskou společností Nimr Automotive, vyvinutá ve spolupráci s ruskou společností Vojenno-promyšlennaja kompanija. Nimr je navržen speciálně pro vojenské operace v drsném pouštním klimatu na Středním východě. 

## Vývoj
Nimr je víceúčelové kolové vozidlo určené k řešení požadavků na náhradu stávajících lehkých taktických vozidel 4×4 především na blízkém východě a v Asii.
Výrobu prvního prototypu vozidel Nimr provedli inženýři z dceřiné společnosti GAZ a první prototyp vozidel byl představen v roce 2000. Další vývoj provedla skupina Bin Jabr Group, která se spojila s Rheinmetall a MBDA s cílem začlenit mechanismy protivzdušné obrany a protitankové obrany zvané NIMRAD a NIMRAT. První vozidlo Nimr bylo veřejnosti představeno na IDEX 2007.
V únoru 2009 Bin Jabr group a Tawazun Holdings založily společný podnik na výrobu vozidla s názvem Nimr Automotive LLC.
Výrobní závody se nacházejí v průmyslovém parku Tawazun v Abú Zabí.
V červenci 2012 podepsalo Alžírsko a Spojené arabské emiráty dohodu o výrobě obrněného vozidla v Alžírsku pro severoafrický trh.
Více než 400 ks kabin pro Nimr AJBAN 440A se vyrobilo i v České republice ve státním podniku VOP CZ.

## Modifikace

### Nimrad
Protiletadlová platforma Nimrat založená na Nimr II je vybavena víceúčelovým bojovým systémem vyráběným společnostmi MBDA a RDE. Na věži otočné o 360° je instalován stabilizovaný elektrooptický zaměřovací systém s pozorovacími zařízeními a laserovým dálkoměrem. Výzbroj tvoří odpalovací zařízení raket země-vzduch Mistral 2 od firmy MBDA instalovaných na obou stranách systému. Další munice čtyř raket je uložena ve vozidle. Podobný design byl poprvé předveden v roce 2006 na výstavě Eurosatory 2006 (Panhard VBR 4x4).

### Nimrat
Protitanková modifikace se liší od protiletadlové v tom, že je vybavena protitankovými raketovými systémy Milan / Milan ER. Podle výrobce lze za 12 hodin změnit protitankové vybavení stroje na protiletadlové a naopak. Kromě toho může být na obou platformách instalován kulomet ráže 12,7 mm. Na přání zákazníka je možné instalovat i další bojové moduly.

## Typy

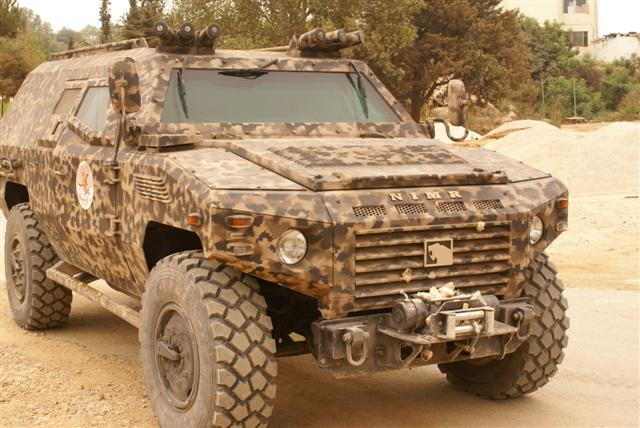
Libanonské ozbrojené síly, NIMR II, dřívější varianta vozidel NIMR.

### AJBAN
- AJBAN 420
- AJBAN 440
  - AJBAN 440A (vybavený protitankovými řízenými střelami)
- AJBAN 447
  - AJBAN 447A
- AJBAN 450
- AJBAN ISV Internal Security Vehicle
- AJBAN LRSOV Special Operations Vehicle (SOV)
- AJBAN VIP

### HAFEET
- HAFEET Class:
- HAFEET 620
  - HAFEET 620A Logistické a užitkové vozidlo
  - HAFEET 640A Dělostřelecké podpůrné vozidlo (konfigurace pro pozorování a velení a řízení)

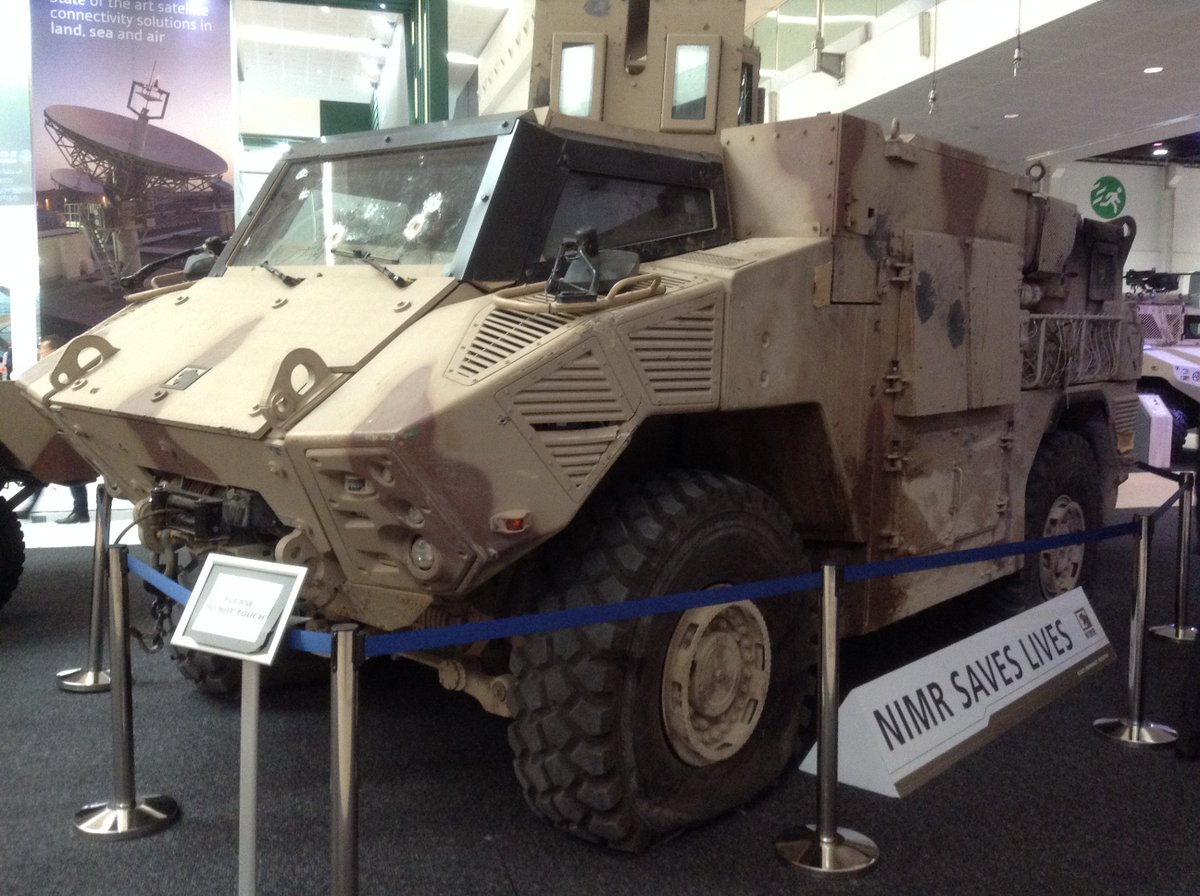
Poškozený 4x4 NIMR JAIS obnovený po zásahu vedené Saúdskou Arábií v Jemenu vystavený v IDEX 2017 s titulkem "NIMR saves lives" (NIMR zachraňuje životy).

- HAFEET APC
- HAFEET Ambulance

### JAIS
- JAIS Class:
  - JAIS 4x4
  - JAIS 6x6

## Uživatelé

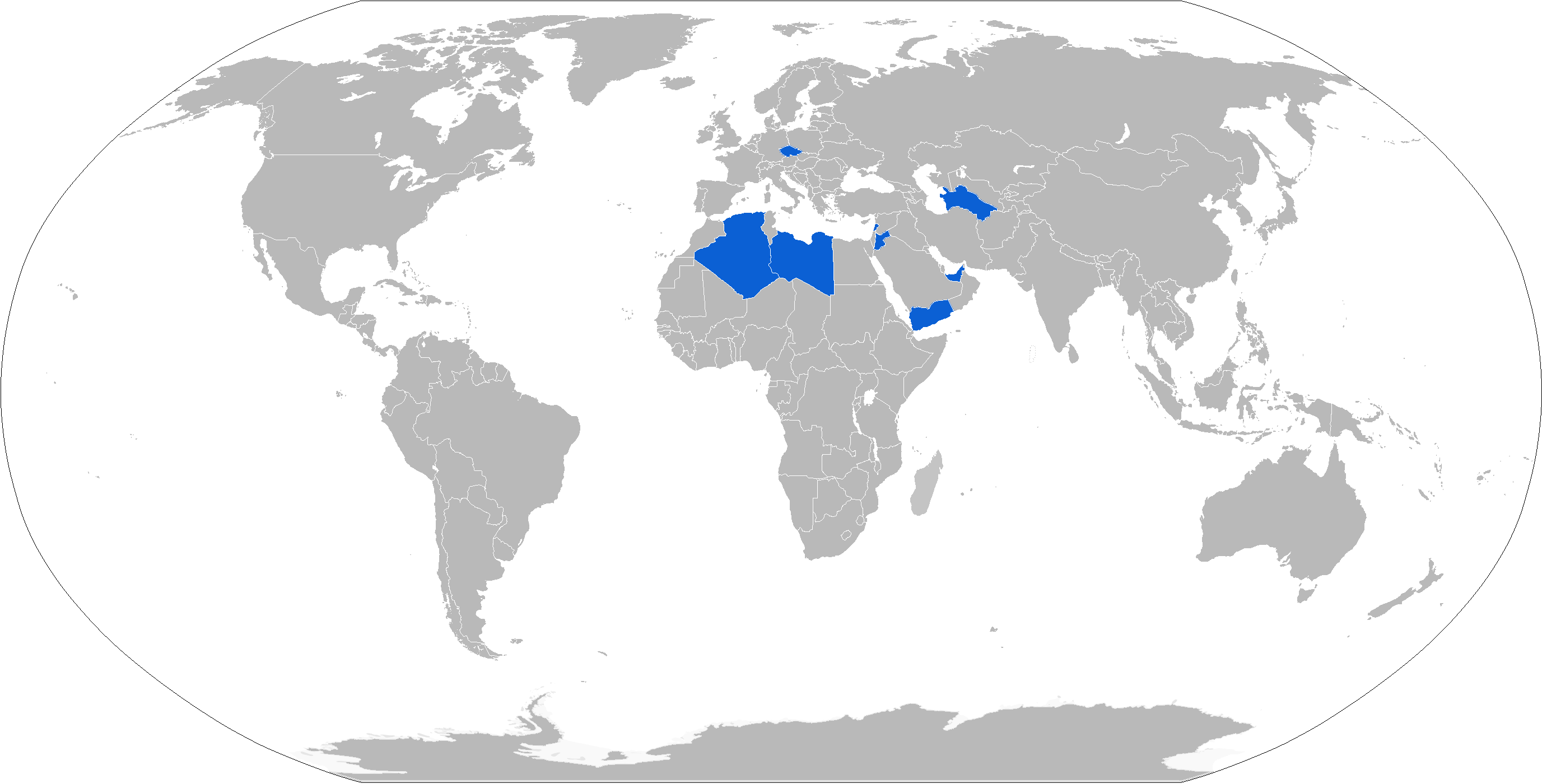
Mapa operací, kde byl použitý NIMRy v modré barvě

- Spojené arabské emiráty[6]
- Saúdská Arábie[7]
- Jordánsko[8]
- Alžírsko[9]
- Libanon[8]
- Turkmenistán[10]
- Libye[11]
- Jemen
- Súdán[12]

## Potenciální operátoři
- Česká republika[13]